# Test d'infiltrométrie
Un test d'infiltrométrie (aussi appelé: Test d'étanchéité à l'air, Mesure de perméabilité à l'air des bâtiments, Test porte soufflante ou en allemand Differenzdruck-Messverfahren, ou en anglais Blower-door test) permet de mesurer les infiltrations d'air d'un bâtiment hors ventilation, c'est-à-dire la quantité d'air qui entre dans le bâtiment par des défauts de l'enveloppe (murs extérieurs). Pour effectuer le test, on utilise une porte soufflante que l'on place à l'entrée du bâtiment. Cet appareil est équipé d'un ou plusieurs ventilateurs et d'une toile de nylon permettant d'étancher la porte d'entrée en ne laissant passer l'air qu'au travers du ventilateur.

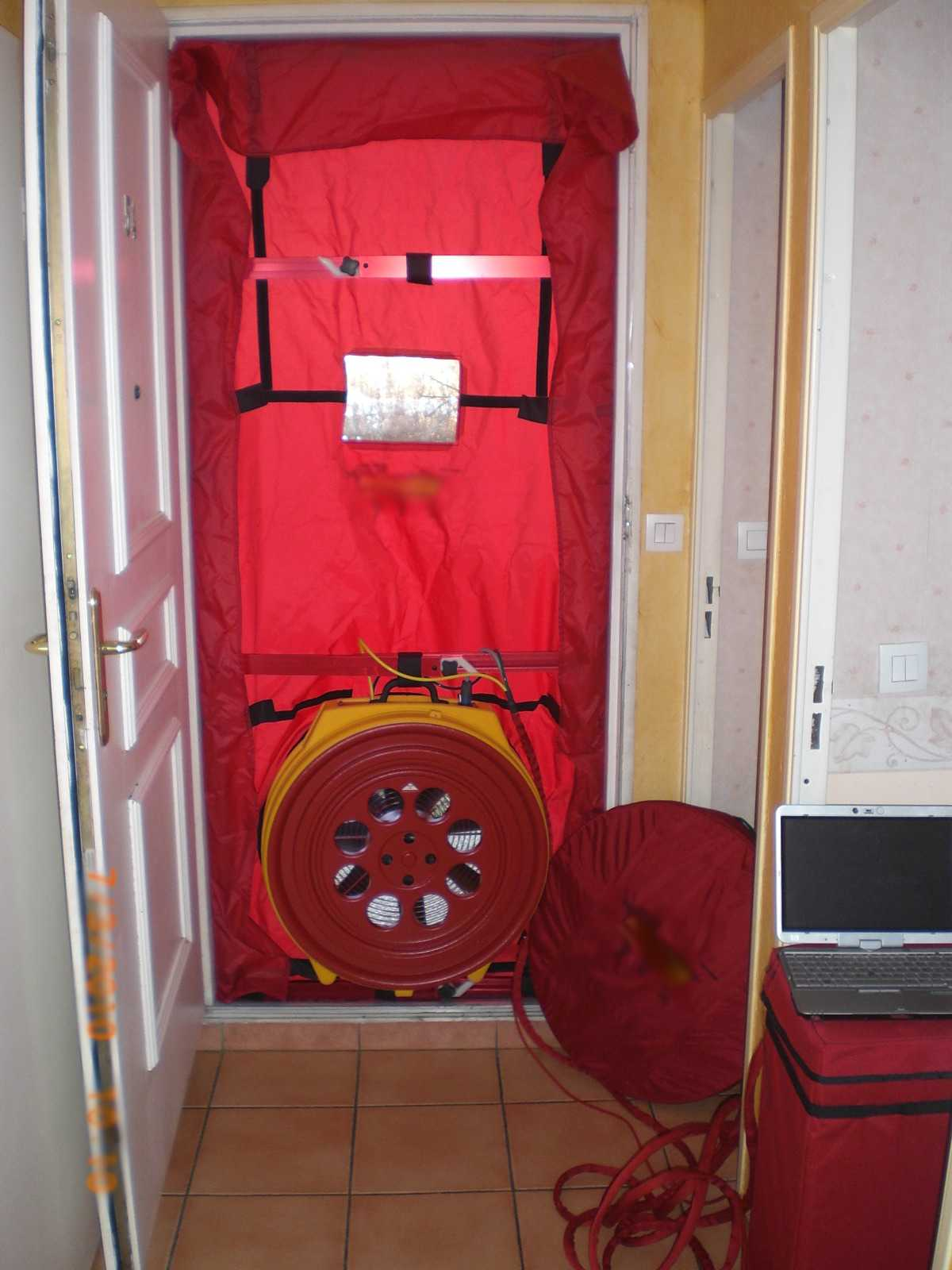
Modèle de Blower-door (porte-soufflante)

## Objectif du test
Ce test permet de connaître la quantité d'air qui entre dans l'habitat en dehors des systèmes de ventilation. La recherche de fuites permet d'identifier les endroits à colmater ceci afin de supprimer les infiltrations d'air parasites. La ventilation d’un bâtiment ne peut en aucun cas reposer sur une perméabilité diffuse et non maîtrisée de son enveloppe. Un système spécifique, naturel ou mécanique, doit assurer un renouvellement de l’air.
Une bonne étanchéité à l’air est donc essentielle pour que les systèmes de ventilation fonctionnent correctement, c’est-à-dire pour assurer une bonne qualité de l’air intérieur, la conservation du bâti, un bon confort acoustique et thermique, et pour éviter le gaspillage d’énergie. Pourtant, l’étanchéité à l’air est trop souvent négligée en France bien que les entreprises soient pour la plupart désormais sensibilisées.

## Mesure de la perméabilité à l'air
Pour réaliser une mesure, le ventilateur de la porte soufflante va créer artificiellement une différence de pression entre l’intérieur et l’extérieur du local testé. Le test d'infiltrométrie (dit test de la porte soufflante ou test d'étanchéité à l'air) permet de mesurer la quantité d'air entrant par les fuites dans un bâtiment et d'identifier la localisation de celles-ci.
Au préalable, l’opérateur prend le soin d’obturer tous les orifices volontaires (ex. bouches d'extraction de ventilation) afin que le flux d’air provoqué par la différence de pression ne provienne que des fuites parasites. On mesure alors le débit de fuite pour une différence de pression imposée. Cette « méthode de pressurisation par ventilateur » est normée (NF EN ISO 9972 de Juillet 2016). Un fascicule documentaire propre à la France est également utilisé (FD P50-784).

### Préparation
Il faut d'abord fermer toutes les ouvertures donnant sur l'extérieur (fenêtres, porte, trappe de ventilation, placards), et prendre soin de laisser les portes intérieures ouvertes (excepté celle des WC) pour permettre la libre circulation de l'air dans le bâtiment et assurer une pression identique en tous points. Les systèmes de chauffage et/ou d'ECS (Eau Chaude Sanitaire) sont interrompus.

### Le test

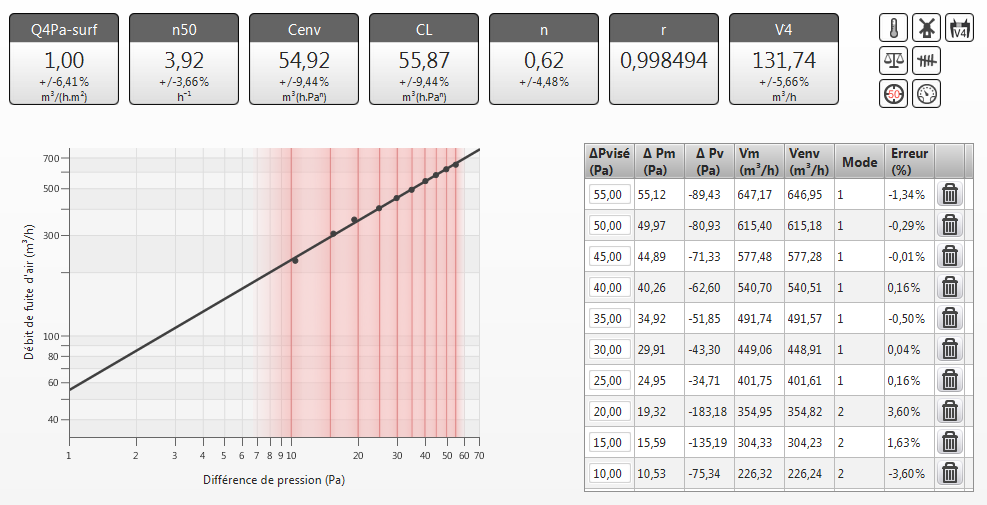
Représentation du débit de fuites d'air en fonction de la différence de pression, et principaux indicateurs usuels

Une fois le ventilateur en marche, une surpression (ou une dépression) s'établit à l'intérieur du bâtiment par rapport à la pression extérieure. Le manomètre mesure la différence de pression établie ainsi que la pression dite dynamique au niveau du passage d'air du ventilateur. La pression dynamique est convertie en un débit de fuite nécessaire à l'établissement de la différence de pression. La mesure doit être ainsi effectuée pour plusieurs différences de pression entre 10 et 100 pascals. Une dépression de 50 pascals correspond à un vent d'environ 32 km/h appliqué sur toutes les façades du bâtiment.
L'opérateur ajoute ou retire des diaphragmes (ou anneaux) du ventilateur suivant le débit souhaité pour permettre à ce dernier de garder une cadence suffisante pour maintenir une pression à un certain niveau. Pour les bâtiments très volumineux, l'emploi de plusieurs ventilateurs peut être requis.
Une fois les points positionnés sur un graphique en représentation logarithmique, on peut réaliser ensuite une régression linéaire des couples [ débits de fuites / pression différentielle ] selon la méthode des moindres carrés, ce qui permet de connaître le débit de fuite, quelle que soit la différence de pression entre l'intérieur et l'extérieur du bâtiment.
À noter qu'avant et après les tests, la stabilité de la pression à débit nul dans le ventilateur est mesurée sur une période de 30 secondes au moins. Selon la norme NF EN ISO 9972, lorsque la fluctuation de pression est supérieure à 5 pascals, la mesure ne sera pas considérée comme valable. Les instabilités sont souvent dues à un vent trop fort ou en rafale, ou bien encore au tirage thermique.

### Recherche des fuites d'air
La différence de pression est maintenue par le ventilateur à 50 Pa pendant que l'opérateur de test procède à la recherche et à la localisation des infiltrations au moyen d'une des techniques suivantes :

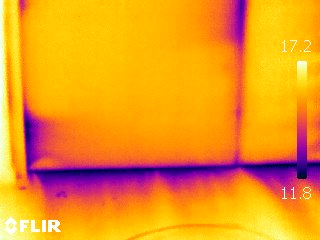
Thermogramme permettant de mettre en évidence des fuites d'air en partie basse d'une porte, en l'absence de seuil étanche à l'air.

- Par un anémomètre qui détecte le déplacement de l’air à l’endroit de l’infiltration. Cette méthode peut s'avérer mauvaise si l'orientation du fil chaud de l'anémomètre n'est pas correcte.
- Par une fumée artificielle qui circule par les défauts d'étanchéité. Cette méthode est fiable, concrète, et pédagogique vis-à-vis des entreprises.
- Par détection manuelle. Cette méthode est limitée et nécessite une expérience accrue de l'opérateur pour comprendre la nature des défauts.

Il est possible de s'aider d'une caméra thermique pour visualiser les anomalies aérauliques (présence d'un motif caractéristique).
Le rapport de test devra être édité suivant la Norme NF EN ISO 9972 et le Fascicule Documentaire FD P 50-784.

## Localisation des fuites

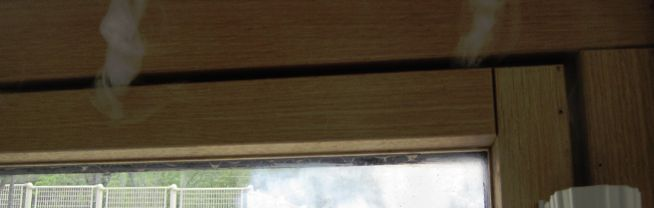
Fuite d'air localisée par machine à fumée dans le cadre d'un test d'infiltrométrie

D’après des essais réalisés dans un grand nombre de logements en France, quatre grandes catégories de points faibles ont été répertoriées :
- Les liaisons façades et planchers : liaison mur / dalle sur terre plein, liaison mur / dalle ou plancher en partie courante…
- Les menuiseries extérieures : seuil de porte palière, seuil de porte fenêtre, liaison mur / fenêtre au niveau du linteau...
- Les équipements électriques : interrupteurs sur paroi extérieure, prises de courant sur paroi extérieure…
- Les trappes et les éléments traversant les parois : trappe d’accès aux combles, trappe d’accès aux gaines techniques…

## Indicateurs de perméabilité à l'air
Pour comparer des constructions entre elles, deux indicateurs sont souvent utilisés :
- Q4Pa-surf (anciennement I4): le débit de fuite à la pression différentielle de 4 pascals (appelé V4) divisé par la somme des surfaces de parois froides hors plancher bas (appelé ATbât). Cet indicateur est utilisé dans les réglementations thermiques RT2012 et RT 2005 et pour le label BBC-Effinergie. L'indicateur ne doit pas dépasser 0,60 m3 h−1 m−2 pour la maison individuelle et 1,00 m3 h−1 m−2 pour les bâtiments collectifs.
- n50 : le débit de fuite à une pression différentielle de 50 Pa divisé par le volume chauffé. Cet indicateur est utilisé pour les labels Passivhaus, Minergie-P, Minergie-P-Eco ou Minergie-A. L'indicateur ne doit pas dépasser 0,60 vol/h (ou vol h−1) quel que soit le type de bâtiment.

La conversion entre les deux indicateurs est complexe, car elle fait intervenir la compacité du bâti.
Relation entre la perméabilité et la performance thermique d'un bâtiment
Pour une maison individuelle :
- n50 = 0,60 h−1
- Q4Pa-surf ≤ 0,60 m3 h−1 m−2 ⇒ Bâtiment effinergie+ (exigence en termes d'étanchéité des réseaux de ventilation également, Classe A à minima)
- Q4Pa-surf ≤ 0,60 m3 h−1 m−2 ⇒ Bâtiment BBC-effinergie et RT2012
- Q4Pa-surf ≤ 0,80 m3 h−1 m−2 ⇒ Valeur de référence de la RT2005
- Q4Pa-surf ≤ 1,30 m3 h−1 m−2 ⇒ Valeur par défaut de la RT2005

Pour des logements collectifs :
- Q4Pa-surf ≤ 0,20 m3 h−1 m−2 ⇒ Bâtiment passif (il s'agit d'un ordre de grandeur, la valeur à respecter est n50 = 0,60 h−1)
- Q4Pa-surf ≤ 0,80 m3 h−1 m−2 ⇒ Bâtiment effinergie+ (exigence en termes d'étanchéité des réseaux de ventilation également)
- Q4Pa-surf ≤ 1,00 m3 h−1 m−2 ⇒ Bâtiment BBC-effinergie et RT2012
- Q4Pa-surf ≤ 1,20 m3 h−1 m−2 ⇒ Valeur de référence de la RT2005
- Q4Pa-surf ≤ 1,70 m3 h−1 m−2 ⇒ Valeur par défaut de la RT2005

Pour les bâtiments tertiaires il est recommandé pour un bâtiment performant de définir un niveau d’exigence au moins équivalent au logement pour cette catégorie de bâtiment.
On note que le label effinergie+ exige une perméabilité à l'air maximale Q4Pa-surf ≤ 1,20 m3 h−1 m−2) pour les bâtiments tertiaires d'une surface inférieure ou égale à 3 000 m2.

## Opérateurs autorisés Qualibat (France)
Toute personne qui dispose du matériel peut réaliser un test d'infiltrométrie avant la fin des travaux ou en cours de chantier (souvent appelé test intermédiaire). Par contre, pour les mesures à réception servant à l'obtention de l'attestation RT2012, ou visant une certification (BBC-effinergie...), cette personne devra être autorisée par Qualibat (qualification 8711). La liste des opérateurs autorisés est mise à jour régulièrement sur le site rt-batiment ou directement à la page Liste des opérateurs autorisés Qualibat pour télécharger la liste mise à jour régulièrement